# Alserwurp
Alserwurp ist eine Bauerschaft von Rodenkirchen in der Gemeinde Stadland im Landkreis Wesermarsch.

## Geschichte
Nach der Schlacht an der Hartwarder Landwehr 1514 brachten die Oldenburger Grafen das Stadland und Butjadingen unter Kontrolle. Kurz darauf wurde von Seiten der Grafen damit begonnen, das Lockfleth bei Ovelgönne zu Durchdammen. In den folgenden Jahrzehnten wurde das Lockfleth immer weiter zurückgedrängt, das neu gewonnene Land war Eigentum des Grafen und wurde von ihm an Bauern vermeiert. So entstand die Siedlung Alserwurp, die im Geiste der Hollerkolonisation erschlossen wurde. Hier gründeten vor allem Söhne von Alser Bauernfamilien Höfe, die keine Aussicht auf Erbe hatten.
Für den zu Alserwurp gehörenden Hof Wurth gibt es eine sagenhafte Überlieferung von Ludwig Kohli, wonach es sich um das „Überbleibsel von einem ehemals daselbst gewesenen Häuptlingssitze“ handelt. Der Wahrheitsgehalt dieser Aussage ist infrage zu stellen. Für Alserwurp liegt ein Bauerbrief von 1738 vor.

## Demographie
| Jahr    | Einwohner |
| ------- | --------- |
| 1675    | 110       |
| 1769    | 85        |
| 1781/83 | 72        |
| 1815    | 98        |
| 1855    | 94        |
| 1925    | 178       |
| 1939    | 154       |
| 1946    | 186       |
| 1950    | 154       |
| 1961    | 145       |
| 1970    | 135       |

Der Bevölkerungssprung in der Statistik ist dadurch zu erklären, dass 1925  zu Alserwurp auch Hakendorferwurp und Rodenkircherwurp einschließlich Rodenkircherfeld und Hahnenknooper Mühle gezählt wurden.